# Zoia Ceaușescuová
Zoia Ceaușescuová (28. února 1949 Bukurešť – 20. listopadu 2006 Bukurešť) byla rumunská matematička a dcera komunistického vůdce Nicolaea Ceaușescua a jeho manželky Eleny. Byla také známá jako Tovarășa Zoia (soudružka Zoia).

## Život

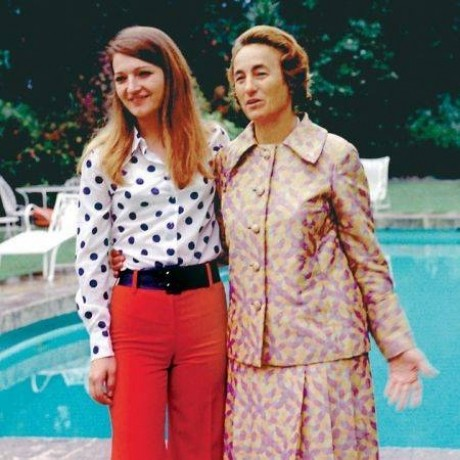
Zoia se svou matkou Elenou v roce 1978

Studovala na Gymnáziu č. 24 (nyní Gymnázium Jeana Monneta) v Bukurešti a odmaturovala v roce 1966. Poté pokračovala ve studiu na Matematické fakultě Bukurešťské univerzity. Doktorát získala v roce 1977 prací O propletených dilatacích, kterou napsala pod vedením Cipriana Foiase. Následně pracovala jako vědkyně v Matematickém ústavu Rumunské akademie v Bukurešti. Specializovala se na funkcionální analýzu. Rodiče údajně nebyli spokojeni s tím, že se jejich dcera rozhodla věnovat výzkumu v matematice, a tak byl ústav v roce 1975 zrušen. Přešla pracovat na Institutul pentru Creație Științifică și Tehnică (INCREST, Institut pro vědeckou a technickou tvořivost), kde nakonec založila a vedla nové oddělení matematiky. V roce 1976 obdržela Cenu Simiona Stoilowa za mimořádný přínos matematickým vědám.
V roce 1980 se provdala za Mirceu Opreana, inženýra a profesora Polytechnické univerzity v Bukurešti.[zdroj?]
Během rumunské revoluce byla 24. prosince 1989 zatčena za „podkopávání rumunské ekonomiky“ a propuštěna až po osmi měsících, dne 18. srpna 1990. Po propuštění se neúspěšně pokoušela vrátit ke své původní práci v INCRESTu, nakonec odešla do důchodu. V některých novinách se objevovaly články, že žila divokým životem, měla spoustu milenců a často byla opilá.
Po popravě jejích rodičů jí nová vláda zabavila dům, kde s manželem bydlela (dům sloužil jako důkaz údajně nakradeného majetku), a tak musela žít u přátel.
Po pádu režimu uvedla, že v době, kdy byli její rodiče u moci, požádala matka Securitate, aby na děti dohlížela, snad podle ní z „pocitu lásky“. Securitate se jich sice „nesměla dotknout“, ale poskytovala rodičům informace a ty způsobovaly sourozencům spoustu problémů. Poznamenala také, že moc měla na jejího otce „destruktivní vliv“ a že „ztratil soudnost“.
Domnívala se, že její rodiče nejsou pohřbeni na hřbitově Ghencea, a pokusila se dosáhnout exhumace jejich ostatků, ale vojenský soud její žádost zamítl.[zdroj?]
Byla řetězovou kuřačkou, zemřela na rakovinu plic v roce 2006 ve věku 57 let.

## Vybrané publikace
V letech 1976–1988 publikovala celkem 22 vědeckých pojednání. Mezi ně patří:
- CEAUȘESCU, Zoia; VASILESCU, Florian-Horia. Tensor products and the joint spectrum in Hilbert spaces. Proceedings of the American Mathematical Society. American Mathematical Society, 1978, s. 505–508. doi:10.1090/S0002-9939-1978-0509243-8. JSTOR 2042460.
- CEAUȘESCU, Zoia. Lifting of a contraction intertwining two isometries. Michigan Mathematical Journal. 1979, s. 231–241. Dostupné online. doi:10.1307/mmj/1029002216.
- ARSENE, Grigore; CEAUȘESCU, Zoia; CONSTANTINESCU, Tiberiu. Schur analysis of some completion problems. Linear Algebra and Its Applications. 1988, s. 1–35. doi:10.1016/0024-3795(88)90195-4.